# خانه حاج محمدحسین بازاردوز
خانه حاج محمد حسین بازاردوز مربوط به دوره قاجار است و در اصفهان، خیابان چهار باغ پائین، کوچه صرافها واقع شده و این اثر در تاریخ ۱۸ آذر ۱۳۵۴ با شمارهٔ ثبت ۱۱۳۵ به‌عنوان یکی از آثار ملی ایران به ثبت رسیده‌است.